# Indite
L'indite (simbolo IMA:  Idt) è un minerale molto raro del supergruppo dello spinello e in particolare dei tiospinelli, nella cui famiglia occupa un posto nel sottogruppo della linnaeite; appartiene alla classe minerale dei "solfuri e solfosali" con composizione chimica FeIn2S4 e quindi, da un punto di vista chimico, è un solfuro di ferro-indio.

## Etimologia e storia
L'indite è stato scoperto insieme alla dzhalindite nel deposito di stagno Dzhalinda sui Monti Xiao Hinggan (in russo: Малый Хинган) nel territorio di Chabarovsk (circondario federale dell'Estremo Oriente, Russia). L'analisi e la prima descrizione furono effettuate nel 1963 da Alexander Dmitrievich Genkin (Александр Дмитриевич Генкин; 1919-2010) e I.V. Muravieva, che chiamarono il minerale come il componente principale, l'indio.
In un rapporto dell'Associazione Mineralogica Internazionale (IMA) del 1967, l'indite e la dzhalindite, insieme a molti altri minerali che sono stati descritti per la prima volta negli ultimi cinque anni, sono stati riconosciuti come specie minerali indipendenti da una maggioranza di oltre il 60% della Commissione per i Nuovi Minerali e i Nomi dei Minerali.
Il campione tipo dell'indite è esposto nel museo dell'"Università Mineraria Statale di San Pietroburgo" con il numero di collezione 1069/1 e nel Museo Mineralogico, intitolato ad A.J. Fersman dell'Accademia russa delle scienze di Mosca con il numero di catalogo nº 65279.

## Classificazione
Nella Sistematica dei lapis (Lapis Systematik) di Stefan Weiß l'indite è elencata nella classe dei "solfuri e solfosali" e nella sottoclasse dei "solfuri con [il rapporto di massa] metallo:S,Se,Te < 1:1", dove il minerale forma il "gruppo della linnaeite" insieme a bornhardtite, carrollite, cuprokalininite, daubréelite, fletcherite, florensovite, greigite, cadmoindite, kalininite, linnaeite, polidimite, siegenite, trüstedtite, tyrrellite e violarite con il numero di sistema II/D.01.
La nona edizione della classificazione dei minerali di Strunz, aggiornata dall'IMA fino al 2009, elenca l'indite nella classe "2. Solfuri e solfosali (solfuri, seleniuri, tellururi; arseniuri, antimoniuri, bismuturi; solfoarseniuri, solfoantimonuri, solfobismuturi, ecc.)" e nella sottoclasse "2.D Solfuri metallici, M:S = 3:4 e 2:3"; questa viene ulteriormente suddivisa in base al rapporto tra metallo (M) e zolfo (S) in modo che l'indite possa essere trovata nella sezione "2.DA M:S = 3:4" dove insieme a cadmoindite, cuproiridsite, cuprokalininite, cuprorhodsite, ferrorhodsite, fletcherite, florensovite, greigite, kalininite, malanite, trüstedtite, bornhardtite, carrollite, daubréelite, linnaeite, polidimite, siegenite, tyrrellite, violarite e xingzhongite forma il sistema nº 2.DA.05.
Tale classificazione è mantenuta anche nell'edizione successiva, proseguita dal database "mindat.org" e chiamata Classificazione Strunz-mindat dove ai minerali già citati si aggiungono berndlehmannite, joegoldsteinite, nickeltyrrellite e shiranuiite.
Anche la classificazione dei minerali secondo Dana, utilizzata principalmente nei paesi di lingua inglese, classifica l'indite nella classe dei "solfuri e solfosali" e lì nella sottoclasse dei "minerali solfuri"; la si trova nel "gruppo della linnaeite (isometrico: Fd3m)" con il numero di sistema 02.10.01 nella sottosezione dei "solfuri – compresi seleniuri e tellururi – con la composizione AmBnXp, con (m+n):p = 3:4".

## Chimica
Nella composizione chimica dell'indite, il minerale è costituito da ferro (Fe2+), indio (In3+) e zolfo (S2−) in un rapporto di 1:2:4. Ciò corrisponde a una frazione di massa (% in peso) di 13,50% in peso di ferro, 55,50% in peso di indio e 31,00% in peso di zolfo.
La composizione empirica dei campioni di minerali naturali provenienti dalla località tipo si discosta leggermente dalla composizione ideale con una frazione di massa dell'8,84% in peso di ferro, del 59,3% in peso di indio e del 31,85% in peso di zolfo.

## Abito cristallino
L'indite cristallizza nel sistema cubico nel gruppo spaziale Fd3m (gruppo nº 227) con la costante di reticolo a = 10,62 Å, oltre a 8 unità di formula per cella unitaria.

## Origine e giacitura
L'indite si forma come minerale secondario mediante processi idrotermali, sostituendo la cassiterite, che è primaria. Oltre a questa, si può trovare anche la dzhalindite come minerale di accompagnamento.
A parte la sua località tipo, il deposito di stagno di Dzhalinda sui Monti Xiao Hinggan (Russia), l'indite è stata trovata solo in un altro deposito di stagno, quello di Verkhnee vicino a Kavalerovo. Entrambi i siti si trovano nel circondario federale dell'Estremo Oriente.

## Forma in cui si presenta in natura
L'indite è stata trovata solo sotto forma di piccoli grani di dimensioni comprese tra 0,2 e 0,5 mm o come aggregati minerali grossolani. Il minerale è opaco in qualsiasi forma e mostra una lucentezza metallica sulle superfici dei grani nero ferrosi. Le superfici lucide, tuttavia, appaiono bianche alla luce incidente. Come minerale idiocromatico, l'indite lascia uno striscio nero sulla mattonella di prova.